# 列夫京斯卡亞熱電站

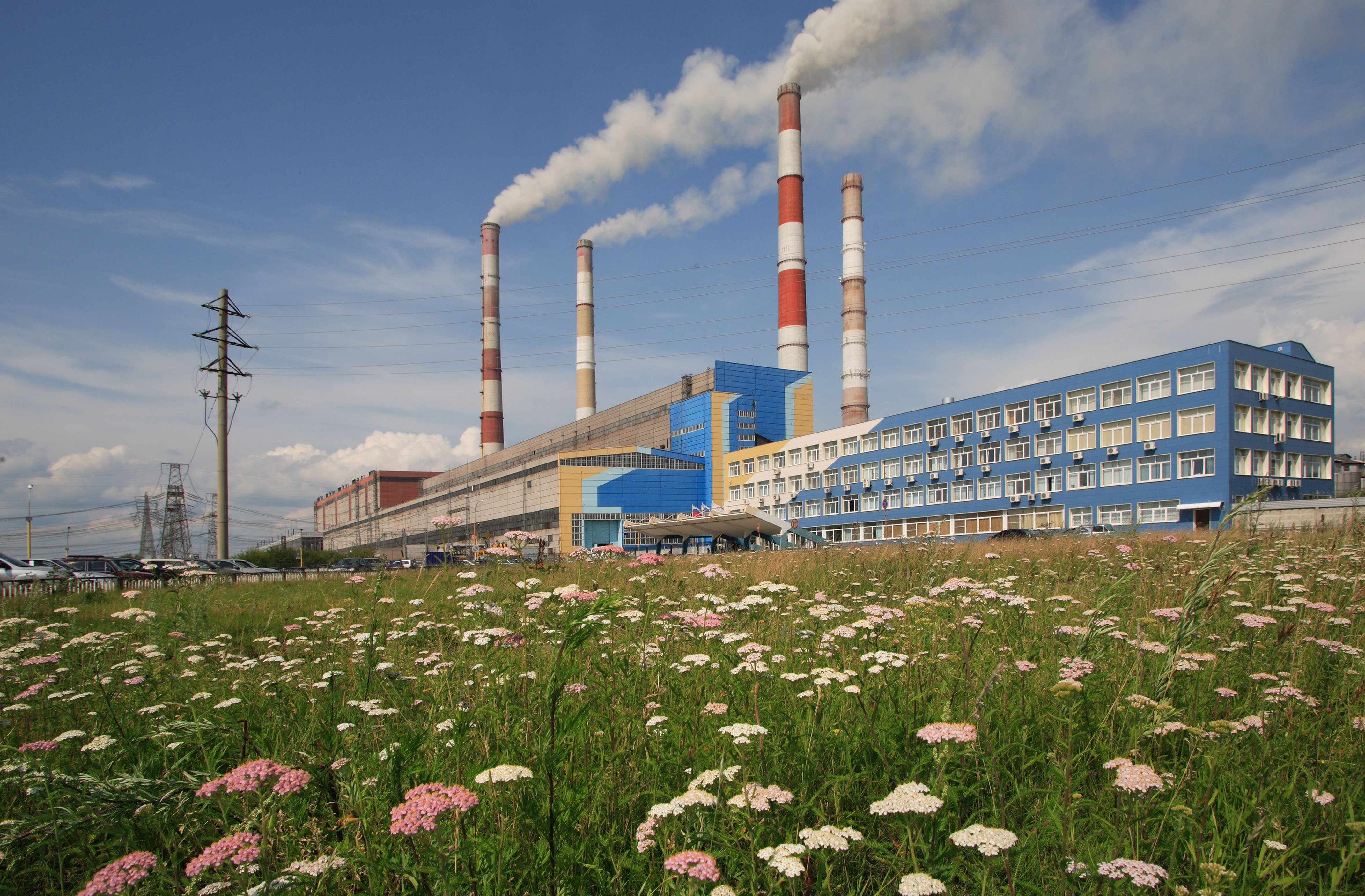
列夫京斯卡亞熱電站

列夫京斯卡亞熱電站（俄语：Рефтинская ГРЭС）是俄罗斯最大的固體燃料热力发电厂。 它位于斯维尔德洛夫斯克州，地處叶卡捷琳堡东北100 公里，距離阿斯别斯特18公里。該热力发电厂每年发电200亿千瓦时。总装机容量3800台。该热力发电厂为斯维尔德洛夫斯克、秋明、彼尔姆和車里雅賓斯克地区的工业区供电。热力发电厂于1963年开工建设，第一台机组于1970年投入使用，最后一台机组于1980年投入使用。